# Troglohyphantes roberti
Troglohyphantes roberti Deeleman-Reinhold, 1978 è un ragno appartenente alla famiglia Linyphiidae.

## Etimologia
Il nome proprio della specie è stato scelto dal descrittore in onore del marito Paul Robert Deeleman, che l'ha accompagnata in varie spedizioni per la raccolta degli esemplari.

## Descrizione
I maschi hanno una lunghezza totale media di 5,00 mm; il cefalotorace è lungo 1,97 mm e largo 1,68 mm. Le femmine hanno una lunghezza media di 5,28 mm; il cefalotorace è lungo 1,92 mm e largo 1,78.

## Distribuzione
La specie è stata rinvenuta in Croazia: nei pressi della località Gornia Cerovacka pecina, appartenente al comune di Gračac, nella regione zaratina

## Tassonomia
La dott.ssa Deeleman-Reinhold ascrisse questa specie in un gruppo a sé, il gruppo roberti, per diverse peculiarità, fra cui le dimensioni cospicue rispetto agli altri Troglohyphantes.
Al 2013 è nota una sola sottospecie, la Troglohyphantes roberti dalmatensis Deeleman-Reinhold, 1978.